# Triangle de Bonwill

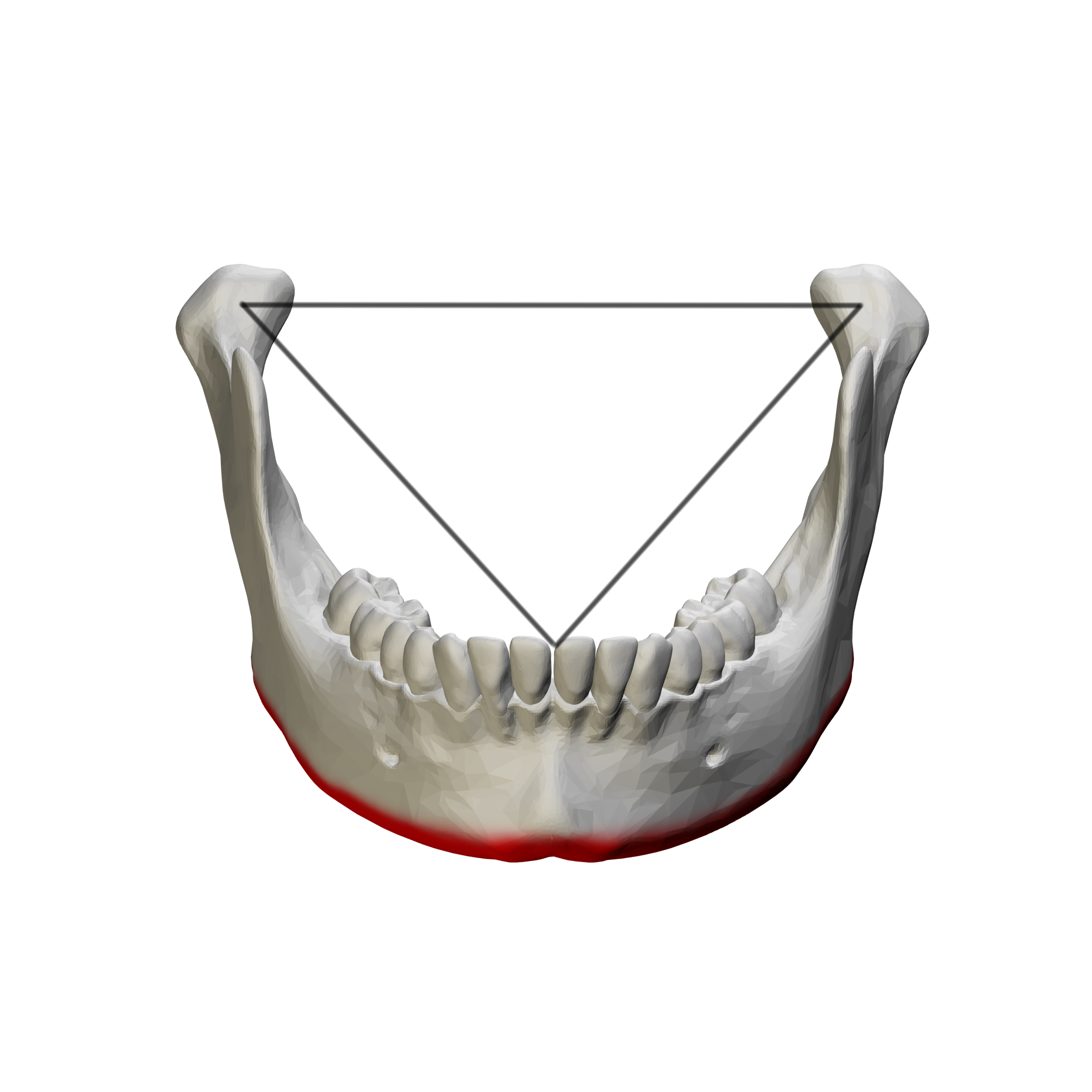
Triangle de Bonwill

Le triangle de Bonwill est un triangle formé par le point de contact des incisives centrales mandibulaires et des condyles mandibulaires droit et gauche,.

## Description
Chez la plupart des humains, la distance entre ces points est égale et vaut en moyenne 10 cm environ. Il s'agit donc d'un triangle équilatéral que William Gibson Arlington Bonwill (1833–1899) a été le premier à décrire.
Deux variantes du triangle de Bonwill ont été décrites, différant par la localisation exacte des points sur les condyles. La première utilise les points situés sur les surfaces articulaires des condyles, la seconde utilise le centre des têtes mandibulaires.

## Application
Le triangle de Bonwill est utilisé pour la construction et l'utilisation correcte des articulateurs fixes. Contrairement aux articulateurs entièrement ou semi-réglables, ces articulateurs ne permettent pas de réglage pour reproduire les mouvements spécifiques de la mâchoire, mais sont conçus pour reproduire les mouvements moyens de la mâchoire. Le triangle de Bonwill permet d'obtenir ce résultat.